# Koptská eparchie alexandrijská
Eparchie Alexandrie je eparchie koptské katolické církve, nacházející se v Egyptě.

## Území
Eparchie zahrnuje území města Káhira, sídla koptského patriarchy a města Alexandrie.
Biskupským sídlem je město Káhira, kde se nachází hlavní chrám – katedrála Panny Marie Egyptské.
Rozděluje se do 37 farností. K roku 2020 měla 41 000 věřících, 42 eparchiálních kněží, 39 řeholníků a 146 řeholnic.

## Historie
Eparchie byla zřízena 26. listopadu 1895 bulou Christi Domini papeže Lva XIII. při příležitosti zřízení koptského patriarchátu.
Dne 17. prosince 1982 byla z části území eparchie zřízena eparchie ismailiaská a 21. března 2003 eparchie gízská.

## Seznam biskupů
- 1899–1908 Kyrillos Makarios
  - 1908–1947 neobsazena
- 1947–1958 Markos II. Khouzam
- 1958–1986 Stéphanos I. Sidarouss
- 1986–2006 Stéphanos II. Ghattas
- 2006–2013 Antonios Naguib
- od 2013 Ibrahim Isaac Sidrak